# Giełda Papierów Wartościowych w Tel Awiwie
Giełda Papierów Wartościowych w Tel Awiwie (hebr. הבורסה לניירות ערך בתל אביב; ang. The Tel-Aviv Stock Exchange, w skrócie TASE; nazywana potocznie Boursa) – giełda papierów wartościowych położona w osiedlu Lew ha-Ir w zachodniej części miasta Tel Awiw w Izraelu. Jest jedyną giełdą papierów wartościowych w Izraelu.
Giełda TASE odgrywa ważną rolę w gospodarce Izraela i jest kluczowym czynnikiem dla wzrostu gospodarczego kraju. Jest to miejsce, w którym izraelskie spółki pozyskują kapitał potrzebny do sfinansowania inwestycji oraz na prowadzenie działalności gospodarczej. Rząd Izraela poprzez giełdę prywatyzuje swoje spółki publiczne. Giełda jest także instytucją publiczną mającą na celu zapewnienie możliwości obrotu papierami wartościowymi, takimi jak akcje, obligacje, prawa poboru itp. dopuszczonymi do obrotu giełdowego.
Giełda Papierów Wartościowych w Tel Awiwie jest spółką z ograniczoną odpowiedzialnością będącą własnością swoich członków, zarówno banków, jak i spółek spoza sektora bankowego. Obrót papierami wartościowymi jest regulowany ustawą Prawo Papierów Wartościowych z 1968 i znajduje się pod bezpośrednim nadzorem Israel Securities Authority (ISA). Transakcje odbywają się w nowym izraelskim szeklu.

## Historia
Lokalny handel papierami wartościowymi rozpoczął się w 1930. Prekursorem giełdy było Biuro Wymiany Papierów Wartościowych założone w 1935 przez Anglo-Palestine Bank (który przekształcił się w Bank Leumi).
Wraz z proklamacją niepodległości Izraela w 1948 powstała pilna potrzeba sformalizowania obrotu papierami wartościowymi. We wrześniu 1953 kilka banków i domów maklerskich połączyło siły, tworząc Giełdę Papierów Wartościowych z siedzibą w Tel Awiwie. W 1983 giełda przeprowadziła się do swojej obecnej siedziby również w Tel Awiwie.
W 1983 w Izraelu doszło do poważnego kryzysu gospodarczego, który doprowadził do załamania się udziałów największych izraelskich banków (Bank Hapoalim, Bank Leumi, Israel Discount Bank, Mizrahi Bank i Union Bank), które były zmuszone inwestować duże kwoty aby utrzymać stabilny kurs swoich akcji na giełdzie. Dzień 6 października został nazwany „Czarnym czwartkiem”. Nastąpiło wówczas załamanie kursów akcji na giełdzie. Minister finansów podjął wówczas decyzję o zamknięciu Giełdy Papierów Wartościowych w Tel Awiwie. Ponowne otwarcie giełdy nastąpiło 24 października, wraz z decyzją o nacjonalizacji banków. Konsekwencją tego kryzysu było długotrwałe dochodzenie oraz wzmocnienie instytucji nadzoru giełdy.
Pod względem ilości pierwszych ofert publicznych giełda w Tel Awiwie w 1993 zajęła trzecie miejsce na świecie.
W 1997 wprowadzono komputerowy obrót akcjami. Wprowadzenie nowego systemu przeprowadził Esther Levanon, który wcześniej przeprowadził komputeryzację Szin Bet, a w styczniu 1986 rozpoczął pracę na giełdzie.
W 2005 wartość zagranicznych inwestycji portfelowych osiągnęła rekordową wartość 2 miliardów NIS. Średnia wielkość obrotu akcjami osiągnęła wówczas rekordową wartość 1 miliarda NIS (dwukrotnie więcej niż w 2000 i o 50% więcej niż w 2004). Na rynku obligacji pobito rekord średnich dziennych obrotów, osiągając wartość 1,3 miliarda NIS (o 40% więcej niż w 2004). Pod koniec tego roku członkami TASE zostały UBS AG, Deutsche Bank i HSBC.
W lutym 2007 TASE i London Stock Exchange podpisały memorandum w celu sformalizowania istniejących powiązań pomiędzy obydwoma giełdami. Ustanowiono regularne spotkania kierownictwa i stworzono procedury płynnego przepływu informacji w celu ułatwienia prawidłowego obrotu akcjami spółek dopuszczonych na oba rynki. W tamtym momencie 50 izraelskich przedsiębiorstw było notowanych na London Stock Exchange i Alternative Investment Market (AIM). W ciągu następnych dwóch lat przyłączyło się kolejnych 36 przedsiębiorstw.
W listopadzie 2007 TASE i NASDAQ podpisały memorandum w celu sformalizowania istniejących powiązań pomiędzy obydwoma giełdami. Podjęto decyzje o rozbudowie kanałów komunikacyjnych pomiędzy obydwoma rynkami w celu ułatwienia prawidłowego obrotu akcjami spółek dopuszczonych na oba rynki. W tamtym momencie 70 izraelskich spółek było notowanych na NASDAQ, osiągając wartość rynkową ponad 60 miliardów USD. W 2007 na TASE było notowanych 633 spółek, których kapitalizacja wynosiła 208 miliardów $.
W maju 2008 pierwszy amerykański fundusz inwestycyjny Northern Trust wystartował na New York Stock Exchange w oparciu o indeks giełdowy TASE – TA-25 Index. W lipcu 2008 TASE i New York Stock Exchange podpisały memorandum w celu sformalizowania istniejących powiązań pomiędzy obydwoma giełdami. W tamtym momencie 7 izraelskich spółek było notowanych na NYSE.
W listopadzie 2008 TASE i Szanghajska Giełda Papierów Wartościowych podpisały memorandum w celu pogłębienia wiedzy biznesowej i wymianie delegacji.

## Struktura
Giełda Papierów Wartościowych w Tel Awiwie jest spółką z ograniczoną odpowiedzialnością będącą własnością swoich członków, nazywanych „Członkami Giełdy Papierów Wartościowych”. Członkami Giełdy jest 12 izraelskich banków, 2 banki zagraniczne i 14 instytucji niebankowych, wśród których znajdują się dwie międzynarodowe spółki inwestycyjne. Pomiędzy członkami giełdy papierów wartościowych przekazywane są zlecenia kupna lub sprzedaży papierów wartościowych klientów giełdy komputerowej.

### Członkowie giełdy
TASE ma 28 członków:
- 12 banków izraelskich: Bank Hapoalim, Bank Leumi, Bank Massad(inne języki), Bank Izraela, Bank of Jerusalem(inne języki), Bank Otsar Ha-Hayal(inne języki), Israel Discount Bank, Mercantile Discount Bank(inne języki), Bank Mizrahi-Tfahot(inne języki), First International Bank of Israel, Ubank i Union Bank of Israel(inne języki);
- 2 banki zagraniczne: Citibank i HSBC Bank;
- 14 niebankowych członków: Altshuler Shaham Ltd., Analyst Exchange and Trading Services Ltd., Clal Finance Batucha Investment Management Ltd., Deutsche Securities Israel Ltd., Direct Investments House Ltd., DS Securities and Investments Ltd., Excellence Nessuah Brokerage Services Ltd., Gaon Investment House Ltd., Harel Investment House Ltd., Israel Brokerage and Investments IBI Ltd., Migdal Stock Exchange Services (N.E.) Ltd., Poalim Sahar Ltd., Prisma Capital Markets Ltd., Psagot Ofek Investments Management Ltd., UBS Securities Israel Ltd.[11]

### Rada Dyrektorów
Szesnastoosobowa Rada Dyrektorów nadzoruje działalność giełdy, decyduje o nadaniu lub cofnięciu statusu członka giełdy. Ten Zarząd giełdy składa się z 16 dyrektorów:
- 5 dyrektorów od spraw zewnętrznych (klientów);
- Dyrektor Banku Izraela – powoływany przez Prezesa Banku Izraela.
- Dyrektor z Ministerstwa Finansów – powoływany przez Ministra Finansów.
- Siedmiu przedstawicieli członków giełdy.
- Prezes Zarządu i Dyrektor Generalny od spraw wymiany walut.

Zarząd giełdy kieruje bieżącą działalnością giełdy, dopuszcza do obrotu giełdowego papiery wartościowe, określa zasady wprowadzania papierów wartościowych do obrotu, nadzoruje działalność maklerów giełdowych i członków giełdy w zakresie obrotu giełdowego. Pracami zarządu kieruje prezes zarządu.

## Rynek akcji
TASE oferuje przedsiębiorstwom cztery programy obrotu akcjami: trzy programy są skierowane dla normalnych przedsiębiorstw, a czwarty jest skierowany dla przedsiębiorstw nowych technologii. Dodatkowo, od października 2000 TASE umożliwia spółkom notowanie akcji na giełdach w Stanach Zjednoczonych i Wielkiej Brytanii bez jakichkolwiek utrudnień prawnych.
TASE obraca akcjami 609 przedsiębiorstw, z których 52 emitują swoje akcje na zagranicznych giełdach papierów wartościowych. TASE notuje także 35 emisji obligacji skarbowych, 625 emisji obligacji różnych spółek oraz 1236 funduszy inwestycyjnych.
Wartość kapitalizacji TASE w 2009 wynosiła: akcje 179 mld $, obligacje 176 mld $ (w porównaniu: w 2005 122,6 mld $ i w 2004 92,1 mld $).
Wartość średnich dziennych obrotów na giełdzie od 2000 do maja 2010 (w milionach $):
Źródło danych: The Tel-Aviv Stock Exchange.

### Główne indeksy
Najważniejszym indeksem giełdowym jest TA-25 Index. Dodatkowo istnieją 403 różne indeksy, które umożliwiają śledzenie różnych produktów i wariantów giełdowych.
Główne indeksy giełdowe TASE:
- TA-25 – sztandarowy indeks TASE, obejmujący 25 najważniejszych spółek notowanych na giełdzie TASE.
- TA-100 – indeks obejmujący 100 największych spółek akcyjnych.
- TA-75 – indeks spółek z indeksu TA-100, które nie zostały włączone do indeksu TA-25.
- Mid-Cap 50 – indeks 50 największych spółek, które nie zostały włączone do TA-100.
- Yeter – wszystkie pozostałe akcje, poza TA-100.
- Tel-Tech 15 – indeks 15 największych spółek high-tech.
- TA Real-Estate 15 – indeks 15 największych spółek z rynku nieruchomości.
- TA Finance 15 – indeks 15 największych spółek z rynku finansów.
- Tel-Div 20 – indeks 20 spółek z TA-100, z najwyższym rocznym dochodem z dywidendy.
- Maala – indeks społecznej odpowiedzialności inwestycyjnej.
- Tel-Bond 20 – składa się z 20 korporacji notowanych na TASE.

### TA-25
Sztandarowy indeks TASE, obejmuje 25 najważniejszych spółek notowanych na giełdzie TASE:
- Africa Israel Investments(inne języki) – kompania inwestycyjna i handel międzynarodowy.
- Bank Hapoalim B.M. – usługi bankowe i finansowe.
- Bank Leumi Le-Israel B.M. – usługi bankowe i finansowe.
- Oil Refineries Ltd. – rafinerie ropy naftowej, produkcja polimerów i aromatów.
- Bezeq(inne języki) – dostawca usług telekomunikacyjnych.
- Cellcom(inne języki) – operator telefonii komórkowej.
- Delek Automotiv(inne języki) – importer i dystrybutor samochodów „Mazda” i „Ford” w Izraelu.
- Delek Group(inne języki) – spółka inwestycyjna (energia, nieruchomości, handel, fundusze).
- Israel Discount Bank – usługi bankowe i finansowe.
- Discount Investment Corporation(inne języki) – spółka inwestycyjna (komunikacja, przemysł, handel, nieruchomości).
- Elbit Systems – producent elektronicznych systemów wojskowych.
- Gazit-Globe – międzynarodowe przedsiębiorstwo budowlane.
- ICL – Israel Chemicals – producent nawozów, potasu, fosfatów, bromu i magnezu.
- Israel Corporation(inne języki) – holding przedsiębiorstw Israel Chemicals, ZIM, Oil Rafineries i Tower.
- Makhteshim Agan Industries(inne języki) – producent produktów ochronnych.
- Mizrahi Tefahot Bank(inne języki) – usługi bankowe i finansowe.
- Nice Systems(inne języki) – dostawca rozwiązań interaktywnych.
- Ormat Industries(inne języki) – energia geotermalna i pozyskiwanie energii elektrycznej.
- Osem Investments(inne języki) – producent i dostawca produktów spożywczych.
- Partner Communications Company(inne języki) – operator telefonii komórkowej.
- Paz Oil Company(inne języki) – rafinerie ropy naftowej, stacje benzynowe i dostawca energii.
- Perrigo Company(inne języki) – producent produktów farmaceutycznych.
- Strauss Group(inne języki) – międzynarodowy producent oznakowanego jedzenia i napojów.
- Teva Pharmaceutical Industries(inne języki) – producent produktów farmaceutycznych.
- Verifone Holdings – producent rozwiązań bezpiecznej płatności elektronicznej.

## Analiza izraelskiej giełdy Tel Aviv Stock Exchange[12]
Gospodarka Izraela jest 37 największą gospodarką na świecie. Według Międzynarodowego Funduszu Walutowego, w 2014 roku produkt krajowy brutto Izraela wyniósł 303 miliardy dolarów (mniejsza gospodarka o 46% niż Polska). Produkt krajowy brutto na mieszkańca wyniósł w 2014 roku 36 900 dolarów (prawie 240% więcej niż produkt krajowy brutto na mieszkańca w Polsce).
Izrael zamieszkuje około 8,3 miliona ludzi. Największym miastem jest Jerozolima (około 800 tysięcy mieszkańców, porównywalne do Krakowa), drugim – Tel Awiw (około 420 tysięcy mieszkańców, porównywalne do Gdańska), trzecim – Haifa (około 300 tysięcy mieszkańców, porównywalne do Katowic).
W Tel Awiwie mieści się giełda papierów wartościowych Tel Aviv Stock Exchange. Giełda w Tel Awiwie została założona we wrześniu 1953 roku. Kapitalizacja giełdy w marcu 2015 roku wynosiła 457 miliardów dolarów.
Główny indeks TA 25
Głównym indeksem jest TA 25 (Tel Aviv 25), w skład którego wchodzi 25 największych spółek na giełdzie. W 2014 roku indeks TA 25 wzrósł o 10 procent w stosunku rocznym używając waluty lokalnej (nowy izraelski szekel). Głównymi czynnikami wzrostu dla indeksu TA 25 były: wzrost akcji spółki Teva, Bezeq i Nice, obniżenie stóp procentowych przez centralny bank (Bank of Israel) do 0,25 procent we wrześniu 2014 roku oraz wzrost akcji na zagranicznych giełdach w Nowym Jorku i Londynie w czwartym kwartale 2014 roku, które korzystnie wpłynęły na klimat inwestycyjny.
Tel Aviv Stock Exchange jako centrum pozyskiwania kapitału od inwestorów
W 2014 roku kapitał zebrany na giełdzie w Tel Awiwie wyniósł ponad 4 miliardy dolarów. Od 1992 do 2014 roku na giełdzie zebrano kapitał o wartości 62,4 miliarda dolarów, średnio w tym okresie rocznie zebrano 2,7 miliarda dolarów, najwięcej uzyskano w roku 2006 kwotę 9,2 miliarda dolarów, najmniej 0,7 miliarda dolarów w roku 1995.
Spółki na giełdzie w Tel Awiwie oraz pierwsze oferty publiczne (IPO)
W marcu 2015 roku na giełdzie notowanych było 597 spółek. Średnio w latach 1992–2014 na giełdzie obecnych było 599 spółek, najwięcej (664) spółek notowanych było w roku 2000, najmniej (378) notowanych spółek było w 1992 roku.
W 2014 roku średnia dzienna wartość transakcji na rynku akcji wynosiła 339 miliony dolarów i był to 5-procentowy wzrost w stosunku do roku 2013. W latach 1992–2014 średnia dzienna wartość transakcji na rynku akcji wynosiła 244 miliony dolarów, największa wartość dziennych obrotów wynosiła 547 miliony dolarów w 2008 oraz w 2010 roku, najmniejsza dzienna wartość to rok 1996 i 33 miliony dolarów dziennych obrotów.
W 2014 roku dokonano na Tel Aviv Stock Exchange pięciu pierwszych ofert publicznych (IPO) o łącznej wartości 375 milionów dolarów. Spółka Shapir Engineering, która jest producentem i dystrybutorem materiałów budowlanych dla rynku real estate, infrastruktury i budownictwa zebrała kapitał o wartości 110 milionów dolarów, spółka Inrom Construction produkująca materiały dla budownictwa zebrała 103 miliony dolarów, spółka Ashtrom Group zajmująca się segmentem real estate zebrała 77 milionów dolarów, spółka Mediterranean Towers oferująca projekty budowlane oraz budowę i zarządzanie osiedli dla osób starszych uzyskała 64 miliony dolarów, zaś spółka Skyline z branży real estate zebrała 20 milionów dolarów.
Możliwości podwójnego notowania na Tel Aviv Stock Exchange oraz w USA lub Wielkiej Brytanii
Spośród 597 spółek notowanych na giełdzie w marcu 2015, 45 spółek było podwójnie notowanych na giełdzie w Tel Awiwie oraz jednej z giełd: NYSE, NASDAQ, AMEX w Stanach Zjednoczonych lub na London Stock Exchange. Aby móc być notowanym podwójnie w USA lub Wielkiej Brytanii i Izraelu, akcje spółki muszą być notowane w USA lub Wielkiej Brytanii przez minimum jeden rok przed rozpoczęciem notowania na giełdzie w Tel Awiwie. Jeżeli akcje nie były notowane przez jeden rok, wówczas możliwe jest podwójne notowanie pod warunkiem, że kapitalizacja spółki przekracza 150 milionów dolarów.
Czy giełda w Tel Awiwie jest otwarta dla zagranicznych inwestorów?
Tak, inwestorzy z zagranicy mogą inwestować na giełdzie w Tel Awiwie. W 2014 roku inwestorzy zakupili akcje na giełdzie za 1,2 miliarda dolarów.